# 富谷市
富谷市（とみやし）は、宮城県中部に位置する市。1970年代から仙台市の北側郊外のベッドタウンとして発展している。

## 概要
市境の内、南辺を仙台市と、東辺の一部を宮城郡利府町と共有し、それ以外の東・北・西を黒川郡大和町に囲まれる（黒川郡#近代以降の沿革参照）。仙台との境は旧宮城郡と黒川郡を分ける分水嶺となっており、市内を流れる河川は全て北流して大和町の吉田川へと流れ込む。市内は、富谷丘陵と、複数の吉田川支流がつくり出す河川沿いの細長い谷底平野で構成される。
江戸時代初期に、西川（吉田川支流）の右岸（南岸）の奥州街道沿いに富谷宿（北緯38度23分55.3秒 東経140度53分7.6秒 / 北緯38.398694度 東経140.885444度）が設置された。この宿場は「富谷新町」「富谷新町宿」とも呼ばれた。現在、市役所など公共施設が集中する市の中心部は旧「富谷新町」の北側、西川（吉田川支流）の左岸（北岸）に広がっており、旧宿場も含めて「しんまち地区」と呼ばれている。
市内北部に、奥州街道・富谷宿からの中心部、低地の農業地帯（2015年農家数は241戸）が広がる。また、西部を縦断する国道4号沿いを中心に郊外ショッピングセンターやロードサイド店舗、工場・流通企業が集積し、南西部にかけての丘陵地帯にニュータウンが広がる。
富谷市は、仙台市都心部、あるいは泉中央を中心とした商圏に含まれているが、泉区内から続く国道4号（奥州街道、陸羽街道）沿いのロードサイド店舗開発が市内にも及び、イオンモール富谷、コストコ富谷倉庫店などの大規模商業施設の開発が行われて、隣接地域からの集客力が大きく増している。
| 増加 10.0 % 以上 7.5 - 9.99 % 5.0 - 7.49 % 2.5 - 4.99 % 0.0 - 2.49 % | 減少 0.0 - 2.5 % 2.5 - 5.0 % 5.0 - 7.5 % 7.5 - 10.0 % 10.0 % 以上 |

2005年国勢調査と比較した2010年国勢調査の宮城県市町村人口増減率。富谷町（当時）のみが10%を超える増加率を示した。
増加
10.0 % 以上
7.5 - 9.99 %
5.0 - 7.49 %
2.5 - 4.99 %
0.0 - 2.49 %
減少
0.0 - 2.5 %
2.5 - 5.0 %
5.0 - 7.5 %
7.5 - 10.0 %
10.0 % 以上

本市は、仙台都市圏におけるベッドタウン機能を担うことで人口増を実現してきた（#住宅地開発参照）。新興住宅地は1971年（昭和46年）の東向陽台を皮切りに、国道4号沿いの丘陵地に次々造られた。新興住宅地は、市の総面積の18%を占めるに過ぎないが、全市民の9割以上が居住する。
1991年（平成3年）の将監トンネルの開通、および、1992年（平成4年）の仙台市地下鉄南北線・泉中央駅開業とバスターミナル設置で仙台市都心部までの所要時間が大幅に短縮したため、バブル崩壊後の失われた10年においても人口増は衰えず、地価も上昇し続けた。地価は1999年（平成11年）頃をピークに低下し始めたが、その分、安くマイホームが得られる魅力と、トヨタ自動車東日本を初めとする大松沢丘陵やその周辺の工場集積地（黒川郡大和町・大衡村）への通勤に便利な立地であるため、人口増加が続いている。
平成の大合併期には仙台市との合併、黒川郡内での合併、単独町制などの選択肢が議会で議論されたが、本市は2013年（平成25年）には推計人口で単独市制人口要件の5万人に達すると予測されたため、「合併しない宣言」を出し、単独町制を維持して市制を施行する道を選択した。単独市制人口要件は法定人口を根拠とするため、2015年（平成27年）国勢調査後の2016年（平成28年）4月に市制施行を目指すと町長が町議会で表明し、2009年（平成21年）12月には「市制検討プロジェクトチーム」を発足させた。住民基本台帳人口では2012年（平成24年）12月25日、推計人口では2013年（平成25年）8月1日に5万人を突破し、2015年（平成27年）国勢調査でも5万人以上となったため、2016年（平成28年）10月10日付で単独市制を施行して、宮城県下14番目の市となった。

## 地理
仙台市の北側の隣接した内陸に位置しているために、海洋性の影響を受ける仙台市宮城野区にある仙台管区気象台とは異なり気候は内陸性気候の特徴が出て冷涼・寒冷である。冬季は、日本海側の雪雲の影響も受けやすく積雪も少なくない。

### 山岳
- 鍋山（標高131m） - 大亀山（標高118m）

### 河川
- 沼田川 - 明石川 - 宮床川 - 西川 - 竹林川

### 隣接している自治体・行政区
- 仙台市（泉区、宮城野区）
- 黒川郡：大和町
- 宮城郡：利府町

### 市制施行に伴う住所表示の変更
原則は、「黒川郡富谷町」が「富谷市」に変わっただけだが、以降の部分は次のように変更された。
- 小字がない住所は変更なし。
- 小字があった住所は、以下の例外を除き、「字」をとって、大字と統合。
- 旧富谷町富谷のうち
  - 富谷字町 → 富谷新町
  - 富谷字町北裏 → 富谷北裏
  - 富谷字町南裏 → 富谷南裏
- いずれの住所も郵便番号に変更はない。

## 人口
富谷市域は新興住宅地の開発に伴い、人口が急増している。下図の人口統計によると、1970年（昭和45年）には4,912人であった人口が、2015年（平成27年）には51,591人と、45年間で10倍以上にまで増加している。また、平均年齢は40.9歳（2015年（平成27年）国勢調査、当時は富谷町。小数第2位を四捨五入）と、全国の46.4歳に比べ非常に低い平均年齢である。
| |                                        |  |
| 富谷市と全国の年齢別人口分布（2005年） | 富谷市の年齢・男女別人口分布（2005年） |  |
| ■紫色 ― 富谷市 ■緑色 ― 日本全国 | ■青色 ― 男性 ■赤色 ― 女性              |  |
| 富谷市（に相当する地域）の人口の推移 \| 1970年（昭和45年） \| 4,912人 \| \| \| 1975年（昭和50年） \| 8,067人 \| \| \| 1980年（昭和55年） \| 13,930人 \| \| \| 1985年（昭和60年） \| 18,053人 \| \| \| 1990年（平成2年） \| 24,611人 \| \| \| 1995年（平成7年） \| 30,224人 \| \| \| 2000年（平成12年） \| 35,909人 \| \| \| 2005年（平成17年） \| 41,593人 \| \| \| 2010年（平成22年） \| 47,042人 \| \| \| 2015年（平成27年） \| 51,591人 \| \| \| 2020年（令和2年） \| 51,651人 \| \| |                                        |  |
| 総務省統計局 国勢調査より |                                        |  |
| 1970年（昭和45年） | 4,912人                                |  |
| 1975年（昭和50年） | 8,067人                                |  |
| 1980年（昭和55年） | 13,930人                               |  |
| 1985年（昭和60年） | 18,053人                               |  |
| 1990年（平成2年） | 24,611人                               |  |
| 1995年（平成7年） | 30,224人                               |  |
| 2000年（平成12年） | 35,909人                               |  |
| 2005年（平成17年） | 41,593人                               |  |
| 2010年（平成22年） | 47,042人                               |  |
| 2015年（平成27年） | 51,591人                               |  |
| 2020年（令和2年） | 51,651人                               |  |

現市町村界での国勢調査人口の推移（単位：人）
| 1955年（昭和30年）国勢調査 :黒川郡（44,862人）内の人口比 大和町：19,825人 (44.2%) 大郷村：13,140人 (29.3%) 大衡村：6,754人 (15.1%) 富谷村：5,143人 (11.5%) | 2015年（平成27年）国勢調査 :黒川郡（93,908人）内の人口比 大和町：28,244人 (30.1%) 大郷町：8,370人 (8.9%) 大衡村：5,703人 (6.1%) 富谷町：51,591人 (54.9%) |

## 歴史

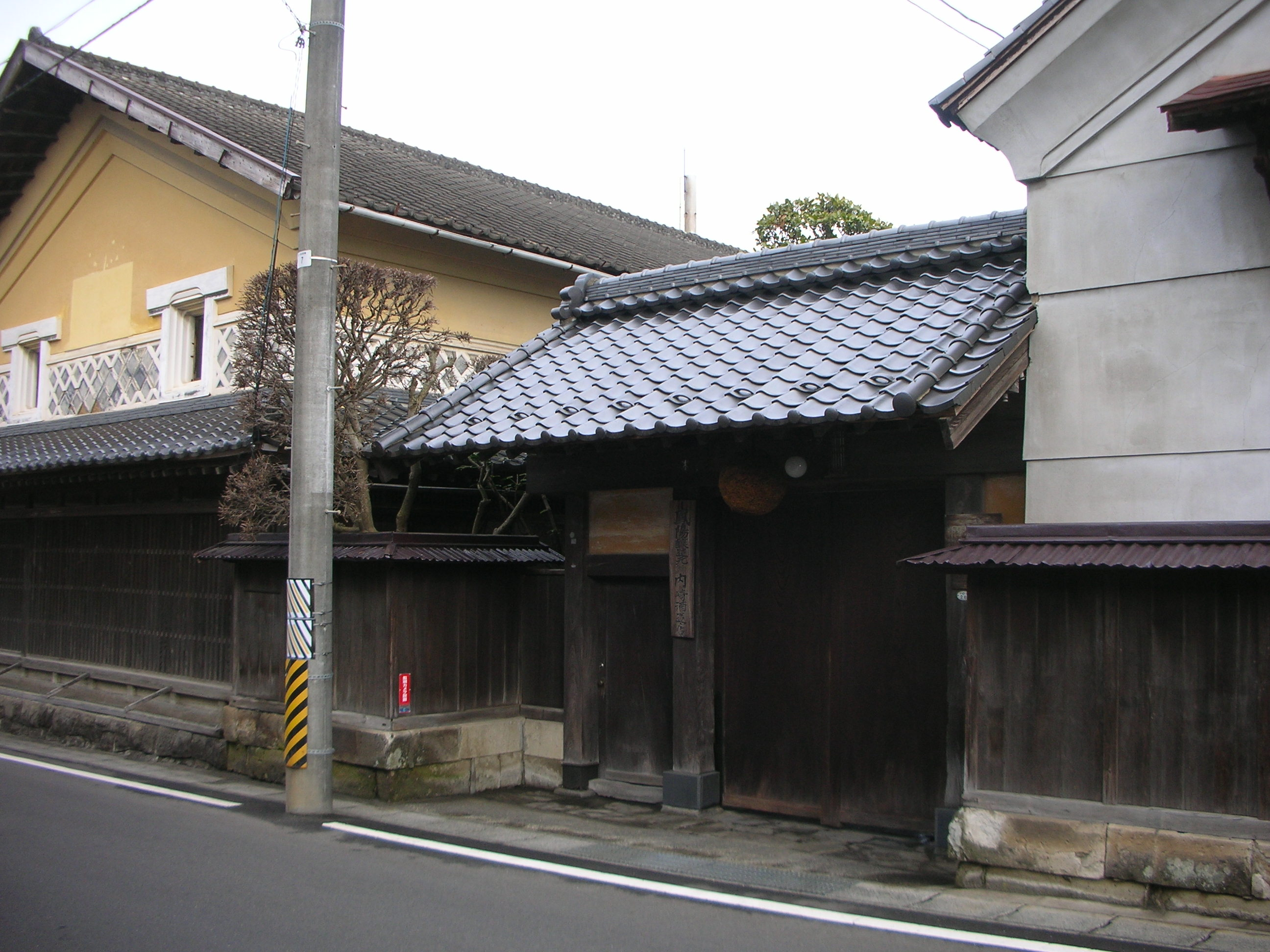
富谷宿の元・本陣

伊達政宗の御鷹場があったといわれる。また、可愛がっていた鷹が鷹狩中に死んでしまったために、甕（かめ）に入れて丁重に埋葬したという言い伝えのある『甕杉』も存在している。（地元では「亀杉」と云われる。鷹乃杜地域内）
江戸時代には、奥州街道の宿場として栄えた。

### 年表
- 800年代の平安時代初期に、大亀山に大亀大明神（現・鹿嶋天足別神社）が鎮座する。
- 元和4年（1618年）吉岡黒川氏の家老を退いていた内ヶ崎筑後が、伊達政宗に宿場の開設を命ぜられ、富谷宿が誕生した。
- 元和6年（1620年） - 内ヶ崎筑後改め織部が検断と本陣を仰せつかる。
- 寛文元年（1661年） - 仙台藩主から酒の醸造を許され、現役の酒蔵としては宮城県最古の内ヶ崎酒造店が創業。
- 享保21年（1736年） - 千坂半左衛門が志戸田などに水利を開く農業用水路の土木工事に着工。
- 天明6年（1786年）頃 - 志戸田用水隧道完工 通水開始。160町歩（160ha）の水田が良田になった。
- 1889年（明治22年）4月1日 - 町村制の施行により、黒川郡富谷村、一関村、二関村、三関村、明石村、石積村、今泉村、大亀村、大童村、穀田村、志戸田村及び西成田村の区域をもって、黒川郡富谷村が発足する。
- 1891年（明治24年） - 内ヶ崎家の好意により、しんまち地区の丘陵に本格的な公園・富ヶ岡公園が開設された。
- 1904年（明治37年） - 灯明から出火して鹿嶋天足別神社が全焼。
- 1912年（大正元年） - 電話が初めて設置された（富谷郵便局）。
- 1919年（大正8年） 電灯が初めて点いた。
- 1923年（大正12年） - 仙台軌道（後の仙台鉄道）・志戸田駅が開業。
- 1950年（昭和25年） - 仙台鉄道・志戸田駅が休止、そのまま廃止。
- 1957年（昭和32年） - 宮城県知事からの合併勧告を拒否。
- 1960年（昭和35年） - 内閣総理大臣からの合併勧告を拒否。
- 1963年（昭和38年）
  - 4月1日 - 町制施行して、黒川郡富谷町となる。
  - 7月 - 本田技研工業「富谷テックオートバイ競技場」が落成[15]。
  - 10月 - 「河北ファミリーランド」が開園[15]。
- 1965年（昭和40年）4月 - 遊園地「富谷グリーンパーク」が開園[15]。
- 1970年（昭和45年）
  - 富谷町新町に新しい町役場庁舎が完成（北緯38度23分55.5秒 東経140度53分20.4秒 / 北緯38.398750度 東経140.889000度）[16]。
  - 6月 - 町内初の大規模新興住宅地である向陽台団地（東向陽台）の開発が開始。
- 1983年（昭和58年） - 後に当市の特産物となるブルーベリーの生産組合が組成[17]。
- 1984年（昭和59年）12月 - 富谷バイパス（現在は国道4号の本道）開通。
- 1989年（平成元年） - シンフォニータワー完成。
- 1991年（平成3年） - 仙台市との境から奥州街道分岐までの国道4号4.8kmが4車線化。
- 1994年（平成6年）4月 - 町内初で唯一の高校である宮城県富谷高等学校開校。
- 1995年（平成7年）4月 - 大亀山森林公園全施設オープン。
- 2001年（平成13年）9月 - 市の区域内（当時は富谷町）の国道4号が全線4車線化終了。
- 2003年（平成15年）
  - 3月 - 大規模小売店舗イオン富谷出店。
  - 大字富谷字坂に完成した新庁舎に町役場を移転（北緯38度23分59.8秒 東経140度53分43.6秒 / 北緯38.399944度 東経140.895444度）[16]。
- 2013年（平成25年）12月 - 町内初で唯一のインターチェンジである仙台北部道路・富谷ICが供用開始。
- 2015年（平成27年）
  - 4月 - 町内で初めて屋内運動場の屋上にプールを設けた明石台小学校が開校。
  - 9月11日 - 平成27年9月関東・東北豪雨で、竹林川の水位が上昇し、右岸の堤防を越えて氾濫。
- 2016年（平成28年）
  - 4月 - 東北地方2店舗目となるアメリカ合衆国の会員制倉庫型量販店「コストコ富谷倉庫店」が出店[18]。
  - 10月1日 - 黒川地域行政事務組合消防本部管轄の富谷出張所が消防署に昇格、「富谷消防署」となった[19]。
  - 10月10日 - 市制施行して、富谷市となる[20]。
- 2019年（令和元年）10月13日 -  令和元年東日本台風（台風19号）の接近に伴う集中豪雨により、竹林川右岸堤防から越水。付近一帯が水没した[21]。

### 地名の由来
昔々富谷のある山里に、 お政という絶世の美女がいた。お政に求婚する者は数多く、紫太夫もその中の一人だった。
ある日おまさが修験者に占ってもらうと「その美男こそ魔性のものに違いない」と言って、ある秘策を授けた。その夜も、求婚しに来た男に「明日の夜はっきりと返事をいたします」と言い、お政は男の着物の裾にそっと糸を縫いつけた。
翌朝糸をたどってみると、それは大きな木の洞の中に続いており、そこで初めて、紫太夫が大蛇の化身であることがわかった。
その夜、おまさは修験者に言われたとおり男に言った。「熊谷の源内にある大きな木にコウノトリの巣がある。その巣から卵をとってきてくれたら、あなたと結婚しよう」。紫太夫はいつになく寂しそうな表情を見せ、それ以後おまさを訪ねてくることはなくなった。
数日後、その噂を聞いた里人たちが源内にある大きな木に行った。するとそこには、バラバラに切断された大蛇の死骸があった。あの夜、大蛇は卵を奪うためにコウノトリと格闘になったのだ。大蛇が卵をかかえたコウノトリをぐるぐる巻きにした瞬間、コウノトリは自慢の羽をはばたかせて大蛇を殺した。大蛇の体は十個の破片となって飛び散った。里人たちは「大蛇は命がけで娘を愛していだんだねぇ…かわいそうだごど…」と、十個の死骸を十ヶ所に葬り、それぞれに宮を建て、ねんごろに弔った。
その10の神社を「十宮」と呼んでいたのが、「富谷」と書かれるようになったといわれている。

## 行政
- 市長：若生裕俊 - 2015年（平成27年）2月8日に行われた町長選挙で町長に選出され[23]、2016年（平成28年）に富谷市が市制移行した際、そのまま初代市長として就任した[24]。なお若生裕俊は第3代町長の若生照男の長男であり、若生照男と第4代町長の若生英俊はいとこ関係にある[25]。
- 歴代村長

| 歴代 | 氏名           | 就任年月日 | 備考       |
| ---- | -------------- | ---------- | ---------- |
| 初代 | 山本良盛       | 1889年4月  |            |
| 2代  | 佐々木久四郎   | 1890年2月  |            |
| 3代  | 内ヶ崎儀左衛門 | 1894年10月 |            |
| 4代  | 安藤林左衛門   | 1898年5月  |            |
| 5代  | 奈良坂権六     | 1914年7月  |            |
| 6代  | 高平久吉       | 1922年9月  | 在職中死去 |
| 7代  | 安藤林左衛門   | 1927年3月  |            |
| 8代  | 内ヶ崎昇       | 1929年7月  |            |
| 9代  | 山田儀三郎     | 1937年9月  |            |
| 10代 | 内馬場歳之助   | 1941年9月  |            |
| 11代 | 大友順治       | 1945年11月 |            |
| 12代 | 山田儀三郎     | 1951年5月  |            |
| 13代 | 内ヶ崎康治     | 1955年5月  |            |

- 歴代町長[26]

| 歴代 | 氏名       | 就任年月日    | 備考       |
| ---- | ---------- | ------------- | ---------- |
| 初代 | 内ヶ崎康治 | 1963年4月     |            |
| 2代  | 浅野重雄   | 1967年4月     |            |
| 3代  | 若生照男   | 1983年4月     | 在職中死去 |
| 4代  | 若生英俊   | 2007年2月11日 |            |
| 5代  | 若生裕俊   | 2015年2月12日 |            |

- 歴代市長

| 歴代 | 氏名     | 就任年月日     | 備考 |
| ---- | -------- | -------------- | ---- |
| 初代 | 若生裕俊 | 2016年10月10日 |      |

## 議会
- 定数：18名[28][29][30]
- 任期：2019年（令和元年）9月11日 － 2023年（令和5年）9月10日
- 議長：青柳信義
- 副議長：浅野直子

### 会派
- 新星とみや
- とみや自由市民の声
- 公明党
- 日本共産党
- 無所属

### 歴代議長
- 初代：山田儀三郎（1946年11月5日-1947年1月31日）
- 2代：大童雄幸（1947年5月15日-1955年4月30日）
- 3代：浅野重雄（1955年5月10日-1957年3月20日）
- 4代：大嶋末彌（1957年3月26日-1959年4月30日）
- 5代：吉田榮吉（1959年5月12日-1967年4月30日）
- 6代：柴田與惣治（1967年5月4日-1971年4月30日）
- 7代：菊池清之亟（1971年5月4日-1975年4月30日）
- 8代：大童雄建（1975年5月7日-1995年4月29日）
- 9代：土井佐吉（1995年5月8日-1999年4月29日）
- 10代：相沢忠男（1999年5月7日-2003年4月29日）
- 11代：相澤武雄（2003年5月9日-2007年4月29日）
- 12代：渡邊俊一（2007年5月8日-2011年9月10日）
- 13代：浅野幹雄（2011年9月16日-2017年9月15日）
- 14代：相澤榮（2017年9月15日-2019年9月15日）
- 15代：渡邊俊一（2019年9月15日-2021年9月17日）
- 16代：青柳信義（2021年9月17日-）

## 姉妹都市･提携都市

### 国内
提携都市
- 長久手市（愛知県）
2013年（平成25年）1月23日 災害時相互応援協定締結

## 産業・経済

### 産業人口構成比
- 第一次産業 1.5%
- 第二次産業29.0%
- 第三次産業68.7%

（総務省統計局 平成12年国勢調査）

### 工業団地
- 上桜木地区（2丁目）
- 成田地区（9丁目）
- ひより台地区（2丁目）
- 高屋敷地区
- 第二成田地区（現在は市街化調整区域）

### 企業
以下は富谷市に本社を置く（置いた）企業の一部（※アイウエオ順）
- あいホーム
- ウィンマート
- オートヒルズ協同組合
- カルラ
- 牛タンの喜助
- 仙台富士交通
- タカラ米穀
- 東洋刃物
- フジ・コーポレーション
- プラモール精工
- 北洲
- 丸吉フードサービス

### 名産品・特産品
- ブルーベリー
- 清酒 鳳陽
- 富谷もやし

※江戸時代には富谷宿付近で茶が盛んに栽培されていた。

## 教育・文化
- 教育施設
  - 市内には、大学、短大、高専、専修学校はなく、県立高等学校1校、市立中学校5校、市立小学校8校がある。（後述）
  - また、特別支援学校が県立1校、幼稚園が市立2園、私立3園[31]、市立・認可保育所が合わせて7校ある[32]。児童センターはない。

- 文化施設
  - 公民館6館があり、その館内施設として、図書室がある。独立した図書館や博物館はない[33]。

- 文化団体
  - 富谷吹奏楽団[34]（通称：トミスイ）（2020年(令和2年)7月に設立された[35]市民吹奏楽団）

### 学校一覧

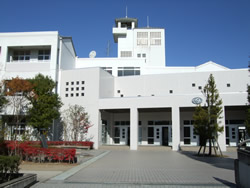
富谷高等学校

#### 高等学校
- 宮城県富谷高等学校

#### 中学校
- 富谷市立富谷中学校
- 富谷市立富谷第二中学校
- 富谷市立東向陽台中学校
- 富谷市立日吉台中学校
- 富谷市立成田中学校

#### 小学校
- 富谷市立あけの平小学校
- 富谷市立富ケ丘小学校
- 富谷市立富谷小学校
- 富谷市立成田東小学校
- 富谷市立東向陽台小学校
- 富谷市立日吉台小学校
- 富谷市立成田小学校
- 富谷市立明石台小学校

#### 特別支援学校
- 宮城県立利府支援学校富谷校（富谷市立富ケ丘小学校に併設）- 小学部のみの設置であるため、中学部以降は、利府支援学校本校へ通学する形となる。

#### 幼稚園・保育所
- 富谷幼稚園
- ひより台幼稚園
- おひさま学園
- 成田保育所
- 東向陽台幼稚園
- 成田中央幼稚園
- 果樹園の森保育園

- 富谷つばさ保育園
- 東向陽台保育所
- 鷹乃杜幼稚園
- 若樹の森保育園
- 富ヶ丘保育所
- ぷらむ保育園
- 富谷保育所

## 公共施設

### 警察
- 大和警察署成田交番
- 大和警察署富谷交番

### 消防
- 黒川地域行政事務組合消防本部富谷消防署

## 金融機関
市内に本店を置く金融機関は存在しない。以下は支店の一覧である。

### 銀行
- 荘内銀行
  - 明石台支店
- 七十七銀行（指定金融機関）
  - 富谷支店
  - 明石台支店
- 仙台銀行（指定代理金融機関）
  - 泉ヶ丘支店[注 1]
  - 大富支店

### 信用金庫・信用組合・農業協同組合
- 新みやぎ農業協同組合富谷支店（指定代理金融機関）

### 郵便局
- 富谷郵便局（集配局）
- 富谷富ケ丘郵便局
- 富谷日吉台郵便局
- 富谷明石台郵便局
- 富谷成田郵便局
- 太子堂簡易郵便局
- あけの平簡易郵便局

### 各地区の公民館
| - 富谷中央公民館 - あけの平公民館 | - 富ケ丘公民館 - 日吉台公民館 | - 東向陽台公民館 - 成田公民館くらしのガイド |

### その他の施設
- 福祉健康センター
- 保健福祉総合支援センター
- 富谷市学校給食センター

## 交通

### 鉄道
現時点で富谷市に鉄道路線は存在しない。富谷市は宮城県内で鉄軌道線が通っていない唯一の市である。最寄り駅（バス乗継割引適用駅）は、仙台市泉区の仙台市地下鉄南北線の八乙女駅および泉中央駅である。
富谷村時代には仙台軌道（1926年に仙台鉄道に改称）が通っていた。1923年（大正12年）、当時の富谷村北部に志戸田駅が開業した。仙台軌道には旧・富谷宿（現・しんまち地区）に最寄りの富谷駅も同時に開業したが、この駅の所在地は宮床村（現・大和町小野字向原）だった。1950年（昭和25年）に台風被害で運行休止となり、そのまま廃止された。

#### 鉄軌道構想
1992年（平成4年）、仙台市は仙台市地下鉄南北線の泉区泉ヶ丘までの延伸を調査した。また、黒川郡の首長および議長で組織する「緑の未来産業都市くろかわ建設推進協議会」も、1993年（平成5年）度および1994年（平成6年）度に「新交通システム事業化計画調査」を行い、泉中央駅から北上して仙台北部中核工業団地に至り、そこから東に向かって大郷町を経由し、さらに南下して宮城郡利府町のJR利府線の利府駅に接続する約40キロメートルの区間を調査・検討した。しかし、開業目標の2020年（令和2年）に黒川郡の人口が13万8559人まで増加すると仮定しても、最も人口が集中する富谷町（当時）の区間でさえ採算がとれないとして、延伸構想は棚上げされた。
2002年（平成14年）2月、黒川郡4町村が2025年（令和7年）には20万9873人まで人口が増加するとの仮定の上で、軌道を中心とした郡内の公共交通機関の将来像の報告書を公表した。その報告書では、最も実現性が高いとされた泉中央 - 泉ヶ丘 - 大衡の建設費が、地下鉄南北線延伸で530億円、ライトレール新設で468億円であり、これに大郷町や利府町を何らかの形でつないで循環するとした。しかし、仙台市は1999年（平成11年）に「アクセス30分構想」を策定して、都心回帰やコンパクトシティを志向するようになっており、地下鉄南北線延伸には消極的だった。
仙台北部中核工業団地やその周辺では、2007年（平成19年）にセントラル自動車（現・トヨタ自動車東日本）が進出を表明すると、関連企業や電子機械工業の進出が次々発表された。2009年（平成21年）に開催された「緑の未来産業都市くろかわ建設推進協議会」の同年度総会で、企業の従業員の足を確保するためとして、2002年（平成14年）公表の報告書で示された構想の推進を各首長などが求めた。しかし、宮城県も仙台市も費用対効果を疑問視して、この構想の推進に否定的だった。2015年（平成27年）の富谷町長選挙において、泉中央駅から富谷町までのライトレール設置を公約に掲げた若生裕俊が当選したが、この公約は仙台市との具体的な話し合いに基づくものではなかった。
このような中、2019年に富谷市は都市・地域総合交通戦略（基本構想）を策定し、2020年には都市・地域総合交通戦略総合（基本計画）として仙台市地下鉄南北線の泉中央駅から富谷市明石台地区までの約3.4km区間を最重要課題と位置づけ、地下鉄整備またはガイドウェイトランジット整備を掲げている。2021年には地下鉄整備に向けて、地下鉄整備を想定した際の基本計画や費用便益分析、PFI方式による整備手法の検討調査を行っている。2024年11月の第3回市地域公共交通活性化協議会においては、地下鉄だけでなくBRTや、都市索道での導入も検討していくとした。

### バス
- 高速バス
  - ジェイアールバス東北・ドリーム古川／仙台・新宿号：鷹乃杜団地入口バス停
- 路線バス
  - 宮城交通
    - 泉ヶ丘大富線
    - 明石台団地線
    - 南富谷サニータウン線
    - 新富谷ガーデンシティ線
    - 上桜木大清水線

  - ミヤコーバス
    - 吉岡線

  - 富谷市民バス[59]
    - 北部黒川病院線
    - 西部循環線
    - 南部循環線
    - 大亀山森林公園線
    - 東部循環線

### 道路
高規格幹線道路
- 仙台北部道路：富谷IC (2)
  - 2010年（平成22年）3月27日、東北自動車道と仙台北部道路とを接続する富谷JCTが完成し、仙台都市圏環状自動車専用道路（ぐるっ都・仙台）が全線開通した。さらに、同JCTと国道4号とを接続する富谷ICが、2013年（平成25年）12月22日に開通した。同ICは仙台北部道路方面にしか接続せず、東北道との接続の計画は無いと2012年時点では報道されていたが[60]、2024年になって富谷JCTをフル化させる方針となり、完成時には富谷ICから東北道へ接続することになる[61]。

一般国道
- 国道4号

県道
- 宮城県道56号仙台三本木線
- 宮城県道256号西成田宮床線

## 名所・旧跡・観光スポット・祭事・催事・名産品
- 大亀山森林公園

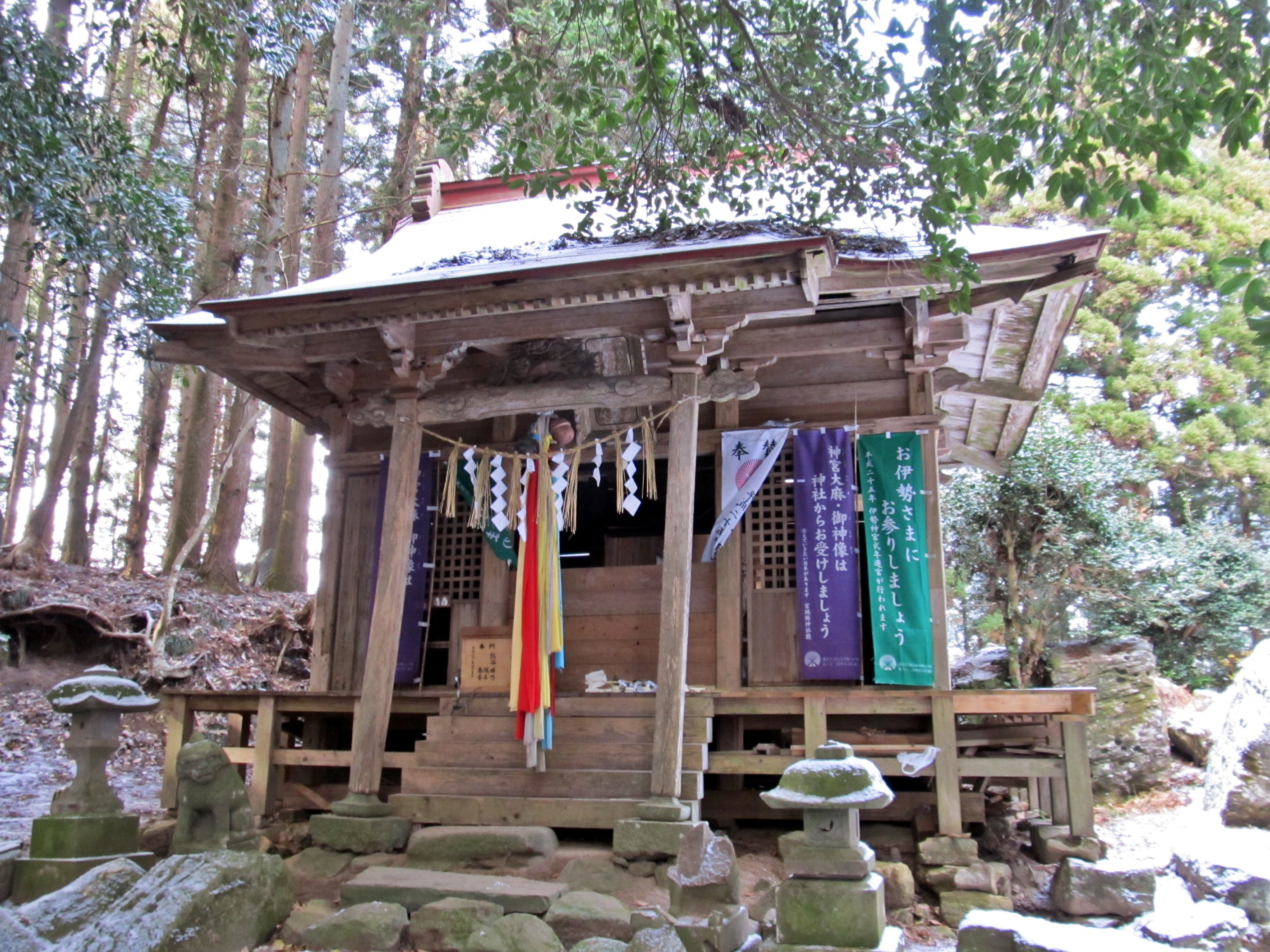
鹿島天足別神社拝殿

- 鹿嶋天足別神社 黒川郡に四座しかない延喜式式内社の一座である[62]。
- 富谷市総合運動公園（富谷スポーツセンター）
- 富谷市民俗ギャラリー
- 大黒澤苑
- ブルーベリーつみとり農園
- 合資会社内ヶ崎酒造店（銘柄：鳳陽）…創業寛文元年（1661年）
- 甕杉
- 志戸田用水隧道
- 富ヶ岡公園
- しんまち公園
- 富谷宿
- 行神社
- 内ヶ崎家別邸
- 新富谷ガーデンシティフットサルクラブ
- ゆっぽとみや大清水
- とみや湯ったり苑
- 富谷パルクールパーク
- シンフォニータワー
- 富谷市民ギャラリー（市役所庁舎西側2F）[28]土・日曜日も展示。

### 祭り
- 熊野神社例大祭 毎年10月第1日曜日
- 榊流永代神楽
- 鹿島天足別神社例大祭 毎年4月の第3日曜日
- とみやブルーベリースイーツフェア 毎年7月

### イベント
- 小さな小さな美術館
- とみやふるさとまつり
- とみやマーチングフェスティバル
- おもしぇがらきてけさin富谷
- 十三夜魂のふるさとまつり

### 名産品
- 富谷茶

## 住宅地開発

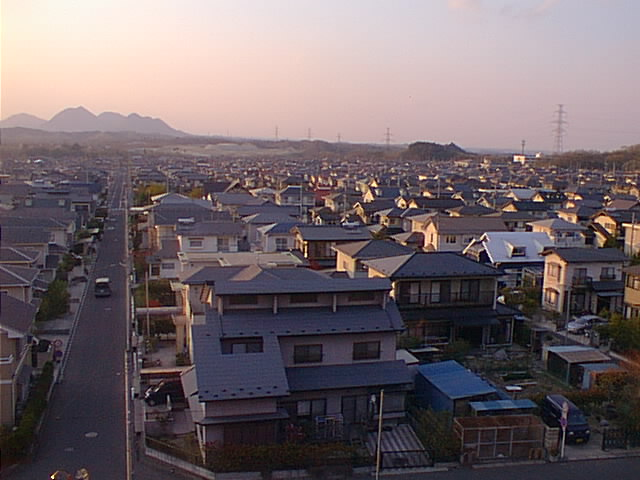
あけの平団地（富谷第二中学校から七ツ森方向（北方向）を撮影）

国勢調査による人口は、戦前が約4千人、戦後は1963年（昭和38年）の町制施行があっても1970年（昭和45年）まで約5千人だった。
1971年（昭和46年）、仙台市に近い市域南辺の泉市（現・仙台市泉区）との市町境となっている丘陵地に向陽台団地（泉市内の住所は「向陽台」、当町の住所は「東向陽台」）が造成され、分譲が始まった。さらに次々と町内の丘陵地に新興住宅地が造られ、人口が急増。1977年（昭和52年）には人口が1万人を突破、1986年（昭和61年）には2万人を突破、1995年（平成7年）には3万人を突破、2004年（平成16年）には4万人を突破、2013年（平成25年）には5万人を突破した。
このような人口急増により、1985年（昭和60年）の国勢調査から人口増加率の全国番付で上位に顔を出すようになり、人口集中地区 (DIDs) が町内にも設定されるようになった。さらに2000年（平成12年）にDIDが2地区に増え、2010年（平成22年）には合計3地区となった。（富谷I：富ヶ丘、鷹乃杜、日吉台の一部、富谷II：東向陽台、明石台の一部）（富谷Ⅲ：成田の一部）
市内の大規模戸建用住宅団地の沿革・規模等は以下の表の通り。2011年（平成23年）1月末日現在の住民基本台帳による人口および戸数も付記した。計画戸数に対し現戸数は約95%が充足している計算だが、核家族を想定して各戸3-4人で計画人口が算出されているため、家族の形も変化した現在では人口の充足率は7割を超える程度である。
2011年（平成23年）1月末日現在の当町の住民基本台帳による人口は47,981人であるため、町の面積の約18%を占める下記の新興住宅地の住民は全町民の 91.6 % におよぶことになり、当町が「ベッドタウン」と呼ばれる所以となっている。なお、下記の新興住宅地以外に住む町民の同月の人口は4,016人であるため、奥州街道の宿場町「富谷宿」や農村部という、旧来からの居住地の人口は新興住宅地が分譲開始される前の1970年（昭和45年）当時より減っていると見られる。
| 開発地区名                      | 住所 表記 | 位置                                   | 面 積 (ha) | 開発時期   | 分譲時期   | 計画戸数 （戸） | 現戸数 （戸） | 戸数 充足率 | 計画人口 （人） | 現人口 （人） | 人口 充足率 | 備考                                                   |
| ------------------------------- | --------- | -------------------------------------- | ---------- | ---------- | ---------- | --------------- | ------------- | ----------- | --------------- | ------------- | ----------- | ------------------------------------------------------ |
| 合計                            |           |                                        | 882.4      | 1970年6月  | 2003年7月  | 15,806          | 14,932        | 94.5%       | 60,727          | 43,965        | 72.4%       |                                                        |
| 向陽台団地                      | 東向陽台  | 北緯38度20分26.6秒 東経140度54分4.2秒  | 45.5       | 1970年6月  | 1971年10月 | 1,270           | 1,278         | 100.6%      | 4,700           | 3,272         | 69.6%       | 泉市（現・仙台市泉区）側は向陽台団地「向陽台」         |
| 鷹乃杜団地                      | 鷹乃杜    | 北緯38度22分0.4秒 東経140度52分15.5秒  | 32.9       | 1972年1月  | 1973年8月  | 1,120           | 978           | 87.3%       | 4,144           | 2,582         | 62.3%       |                                                        |
| 富谷ニュータウン                | 太子堂    | 北緯38度24分41.2秒 東経140度53分24.8秒 | 20.2       | 1972年4月  | 1974年2月  | 550             | 456           | 82.9%       | 2,035           | 1,245         | 61.2%       |                                                        |
| 富ヶ丘ニュータウン              | 富ヶ丘    | 北緯38度21分53.4秒 東経140度51分59.3秒 | 55.4       | 1973年2月  | 1974年7月  | 1,419           | 1,698         | 119.7%      | 5,250           | 4,324         | 82.4%       | 泉市（現・仙台市泉区）側は泉ヶ丘ニュータウン「泉ヶ丘」 |
| あけの平団地                    | あけの平  | 北緯38度22分47.9秒 東経140度52分30.3秒 | 57.7       | 1980年1月  | 1983年8月  | 1,573           | 1,508         | 95.9%       | 5,820           | 4,269         | 73.4%       |                                                        |
| ひより台団地                    | ひより台  | 北緯38度24分15.6秒 東経140度53分2.7秒  | 62.1       | 1980年11月 | 1985年9月  | 1,118           | 937           | 83.8%       | 4,137           | 2,561         | 61.9%       |                                                        |
| 南富谷サニータウン              | とちの木  | 北緯38度23分17.2秒 東経140度52分54.4秒 | 10.6       | 1982年4月  | 1984年4月  | 276             | 435           | 157.6%      | 1,172           | 1,181         | 100.8%      |                                                        |
| パルタウン大富                  | 日吉台    | 北緯38度22分36.7秒 東経140度52分2.5秒  | 61.3       | 1986年8月  | 1988年7月  | 1,268           | 1,228         | 96.8%       | 5,072           | 3,617         | 71.3%       | 大和町側はパルタウン大富「もみじヶ丘」                 |
| グランヒル明石台                | 明石台    | 北緯38度20分55.4秒 東経140度53分28.5秒 | 106.2      | 1987年2月  | 1989年11月 | 2,280           | 2,234         | 98.0%       | 8,960           | 7,222         | 80.6%       | 仙台市泉区側はグランヒル明石台「明石南」               |
| グリーンヒル                    | 川又山    | 北緯38度24分28秒 東経140度52分51.4秒   | 7.1        | 1988年11月 | 1991年6月  | 166             | 153           | 92.2%       | 664             | 505           | 76.1%       |                                                        |
| 新富谷ガーデンシティ            | 成田      | 北緯38度21分49.5秒 東経140度53分29.4秒 | 255.2      | 1988年1月  | 1995年5月  | 2,750           | 2,586         | 94.0%       | 11,000          | 8,506         | 77.3%       |                                                        |
| 清水仲団地                      | 清水仲    | 北緯38度23分49.3秒 東経140度53分42秒   | 8.8        | 1995年2月  | 1999年4月  | 135             | 179           | 132.6%      | 540             | 512           | 94.8%       |                                                        |
| ハーモニータウン富吉台/杜のまち | 杜乃橋    | 北緯38度23分7.7秒 東経140度52分14.2秒  | 36.5       | 1995年4月  | 1998年7月  | 700             | 337           | 48.1%       | 2,800           | 1,093         | 39.0%       | 大和町側はハーモニータウン杜のまち「杜乃丘」           |
| シンフォニータウン上桜木        | 上桜木    | 北緯38度21分37.7秒 東経140度52分37.3秒 | 61.8       | 1999年1月  | 2003年7月  | 531             | 331           | 62.3%       | 2,158           | 1,065         | 49.4%       |                                                        |
| とみや大清水21                  | 大清水    | 北緯38度22分5.6秒 東経140度52分40秒    | 61.1       | 2000年10月 | 2003年5月  | 650             | 594           | 91.4%       | 2,275           | 2,011         | 88.4%       |                                                        |

## 出身有名人
1. 内ヶ﨑贇五郎 - 東北電力初代社長
2. 内ヶ﨑作三郎 - 帝国議会衆議院議員
3. 尾形崇斗 - プロ野球選手（福岡ソフトバンクホークス）
4. 穀田慎也 - 山梨放送アナウンサー
5. 櫻田彩子 - ローカルタレント
6. 佐々木快 - テレビ朝日アナウンサー
7. 鈴木京香 - 女優（生まれは仙台市）
8. 千坂半左衛門[69] - 志戸田用水隧道を掘るなどして水利を開いた肝煎、黒川の大肝煎
9. 高橋弘篤 - スケルトン選手
10. 土井亨 - 衆議院議員
11. 野口拓也 - 陸上選手
12. 美里里美 - 演歌歌手
13. 森遥香 - 東日本放送アナウンサー
14. 森田智己 - 水泳選手
15. 杜野まこ - タレント・声優
16. 若生哲旺（わこう てつお、本名：若生哲雄） - 元・東北放送アナウンサー
17. 久保史緒里 - 乃木坂46

## 電話番号
市外局番は仙台市などと同じ「022」である。
富谷市で利用されている市内局番は次のとおり。
- 富谷収容局…348、358、779
- 仙台泉収容局…218、351-0～2、371～375、771、772-2～9、773、776
- 明石収容局…351-5～9
- ひかり電話…仙台市と同一